# Nikolai Iljitsch Beljajew

Grabmal von Beljajew auf dem Nowodewitschi-Friedhof in Moskau

Nikolai Iljitsch Beljajew (russisch Николай Ильич Беляев; * 19. Januarjul. / 1. Februar 1903greg. im Gouvernement Ufa, Russisches Kaiserreich; † 28. Oktober 1966 in Moskau) war ein sowjetischer und kasachischer Politiker.

## Leben
Beljajew wurde mit 18 Jahren 1921 Mitglied der Komsomol und der Kommunistischen Partei der Sowjetunion (KPdSU). Er hatte ab 1925 Wirtschaftswissenschaften studiert und war frühzeitig Parteifunktionär. 1939 begann er als Erster Sekretär der Partei für das Gebiet von Nowosibirsk, und von 1943 bis 1955 war er Erster Sekretär für die Region von Altai. Gefördert von dem Ersten Sekretär der Partei Nikita Chruschtschow, kam er nach Moskau und besetzte vom 12. Juli 1955 bis zum 12. November 1958 die Position eines Sekretär des Zentralkomitees. 
1957 scheiterte der Versuch der Altstalinisten um Malenkow, Molotow, Kaganowitsch und anderen, Chruschtschow als Parteichef abzusetzen. Beljajew stieg nunmehr in das höchste politische Gremium der UdSSR auf, er wurde Vollmitglied im Politbüro der Kommunistischen Partei der Sowjetunion (KPdSU) und zwar vom  29. Juni 1957 bis zum 4. Mai 1960. Zugleich bekleidete er von 1957 bis 1960 den Posten des Ersten Sekretärs des Zentralkomitees von Kasachstan. 1959 wurde er heftig für die Misserfolge der Ernten in Kasachstan und das Vorgehen der Behörden während der Unruhen in Temirtau kritisiert. Politbüromitglied Frol Koslow, der zweite Mann nach Chruschtschow, erwirkte im Januar 1960 in Alma-Ata die Absetzung von Beljajew als Parteichef der Kommunistischen Partei von Kasachstan. So schied der Chruschtschowanhänger auch aus dem Politbüro aus. Nun war er 1960 noch für kurze Zeit Erster Sekretär der Region Stawropol, danach versank er in die Bedeutungslosigkeit.